# Прапор Баштанського району
Пра́пор Башта́нського райо́ну затверджений рішенням Баштанської районної ради.

## Опис
Прямокутне полотнище з співвідношенням сторін 2:3 складається з чотирьох горизонтальних смуг: блакитної, зеленої, синьої та жовтої. На прапорі району зображено перехрещену гвинтівку та козацьку хоругву на знак пошани нашим предкам, для яких завжди було справою честі захищати свою територію. У верхній частині полотнища зображений степовий орел.